# Malvinius
Malvinius  (лат.) — род мелких жуков-слоников (долгоносиков) из подсемейства Entiminae (Tropiphorini). Эндемики Фолклендских островов (Южная Америка). Рострум с дорзальными килями. Голени без шпор. Переднегрудь почти квадратная. Рострум почти в три раза длиннее своей ширины у вершины. Встречаются с октября по декабрь под камнями и деревьями
. Включает два из примерно 25 видов жуков-долгоносиков, обнаруженных на Фолклендских островах, 18 из которых (и ещё один род Morronia) эндемичны для них.
- Malvinius compressiventris (Enderlein, 1907)[5]
- Malvinius nordenskioeldi (Enderlein, 1907)